# Летуново
Летуново — деревня в Зарайском районе Московской области, в составе муниципального образования сельское поселение Каринское (до 29 ноября 2006 года была центром Летуновского сельского округа).

## География
Летуново расположено в 10 км на юго-восток от Зарайска, на реке нижний Осётрик, высота центра деревни над уровнем моря — 158 м.

## История
Летуново впервые в исторических документах упоминается в Писцовых книгах 1760 года. В 1790 году в селе числилось 33 двора и 251 житель, в 1884 году — 77 дворов и 461 житель, в 1906 году — 76 дворов и 525 жителей. В 1930 году был образован колхоз им. 1-гo Августа, с 1960 года — в составе совхоза «Родина»

## Население
| 2002 | 2006 | 2010 |
| ---- | ---- | ---- |
| 828  | ↗838 | ↗844 |

## Известные уроженцы, жители
- Дементьев, Виктор Михайлович (1945—2018) — советский гребец.  Участник Олимпийских игр 1972 года в Мюнхене (восьмёрка).

## Инфраструктура
В Летуново на 2016 год 10 улиц, действуют Дом культуры, библиотека-филиал № 12, детский сад № 24 «Улыбка», фельдшерско-акушерский пункт, отделение почтовой связи, магазин.

## Транспорт
Деревня связана автобусным сообщением с райцентром и соседними населёнными пунктами.